# Vabriku 3
Vabriku 3  est un édifice du quartier Kesklinn à Tartu en Estonie.

## Présentation
Vabriku 3 est un immeuble résidentiel à l’adresse Vabriku 3, qui est situé sur le côté ouest de la zone bâtie de Toometaguse. 
L'immeuble de style Art nouveau de cinq étages a été conçu en 1910 par Georg Hellat, un ingénieur civil estonien et l'un des premiers architectes estoniens. 
Le bâtiment a été achevé en 1912. 
Le 16 septembre 1997, l'immeuble a été inscrit au registre national des monuments culturels en tant que monument immobilier n° 7017.

## Galerie

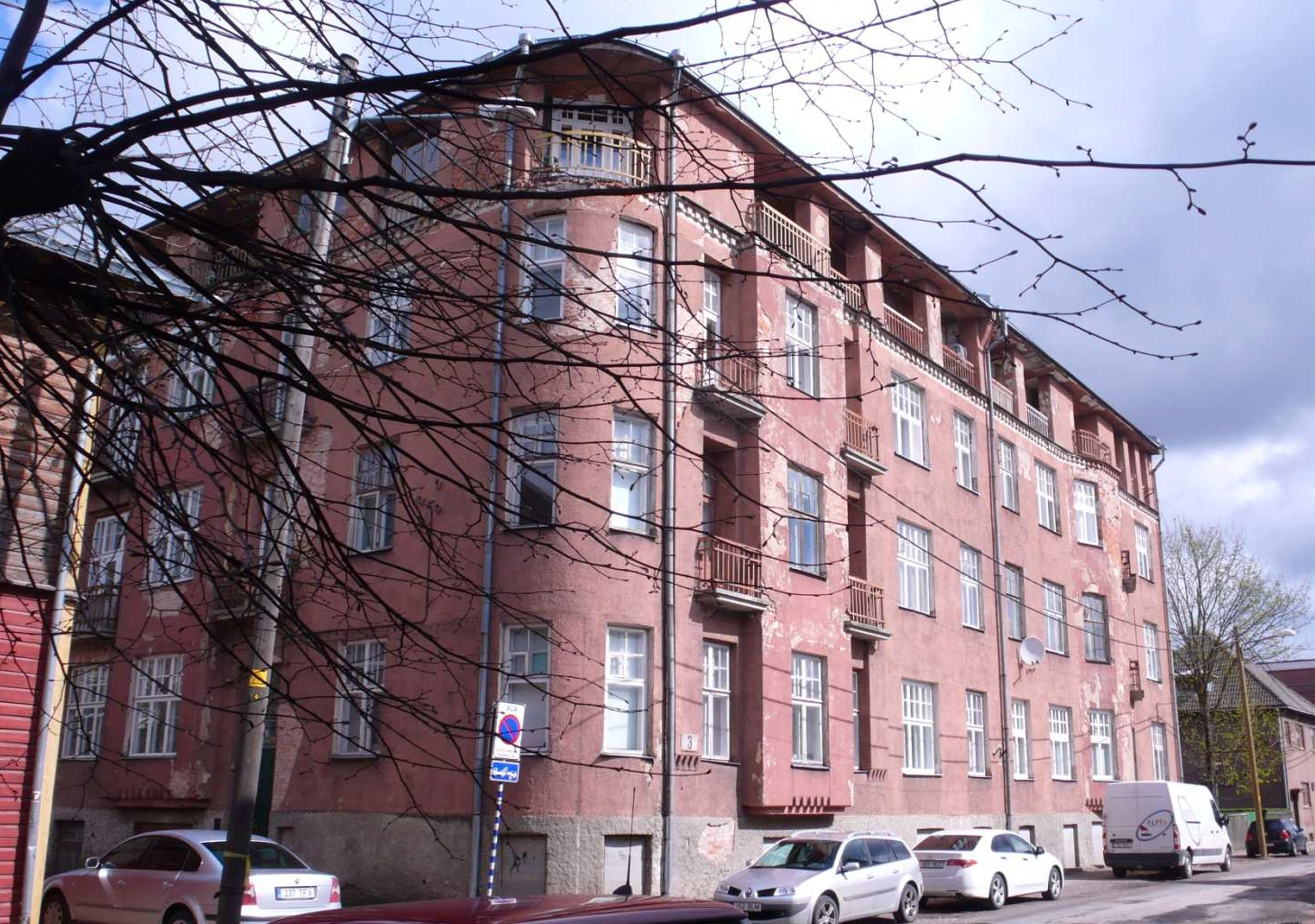
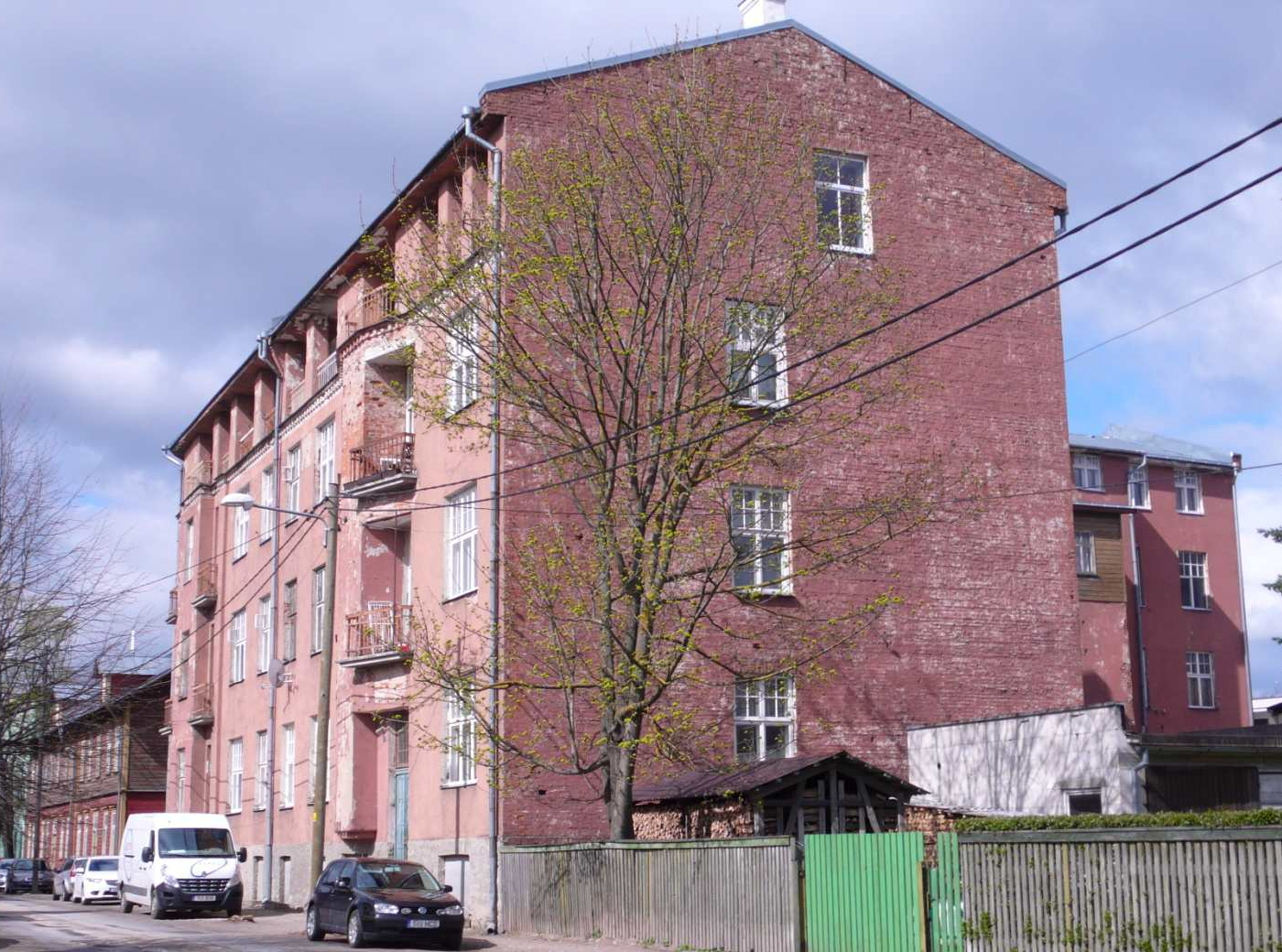
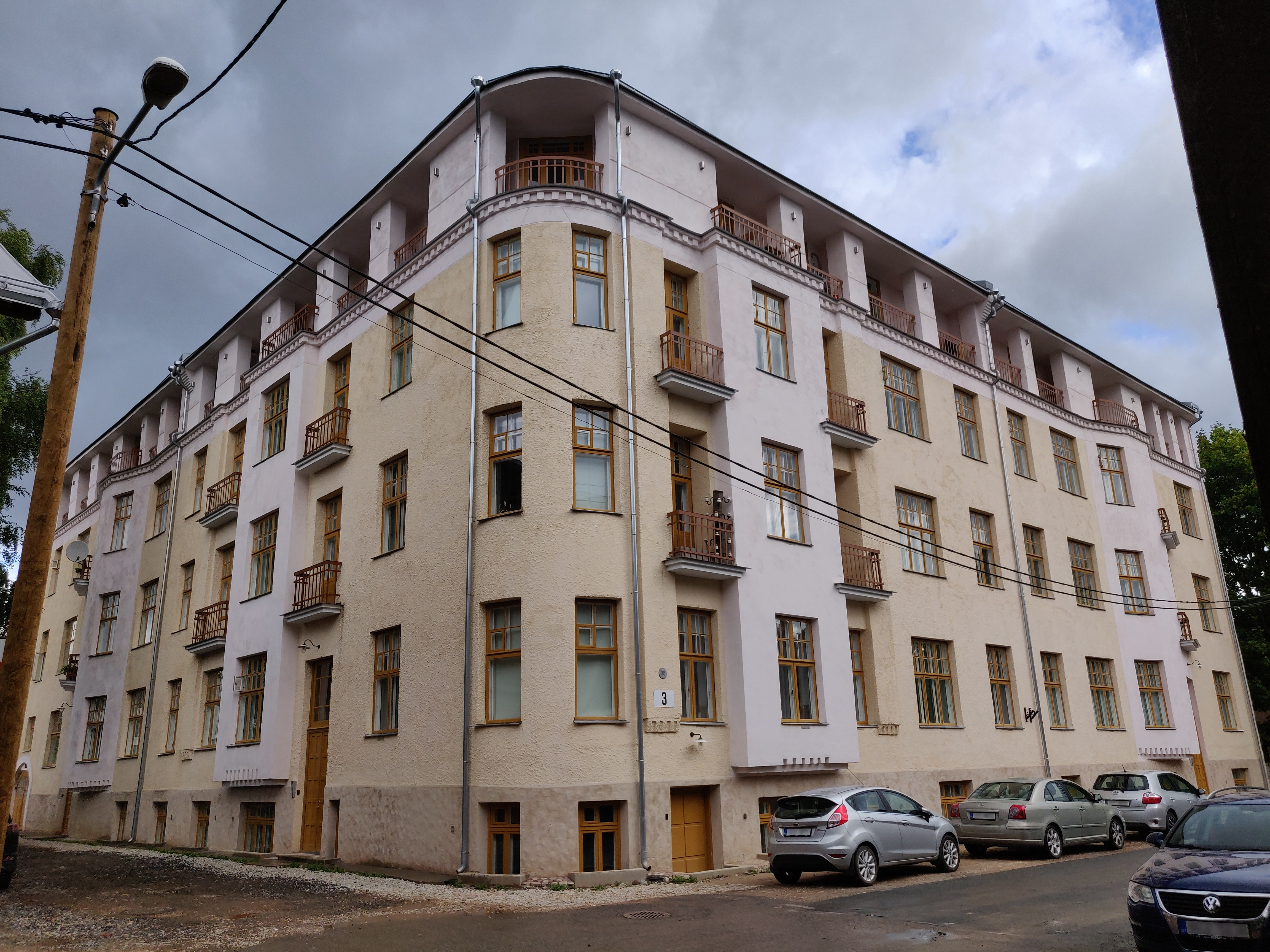